# Duong Van Nhut
Duong Van Nhut (vietnamsko Dương Văn Nhựt), vietnamski general, * 1920, † 2000, Hošiminh, Vietnam
Van Nhut je bil generalmajor v Severnovietnamski ljudski vojski in brat Duonga Van Minha, zadnjega predsednika Južnega Vietnama.